# Davit Jajaleishvili
Davit Jajaleishvili –en georgiano, დავით ხახალეიშვილი; en ruso, Давид Хахалеишвили– (Kutaisi, 28 de febrero de 1972-11 de enero de 2021) fue un deportista georgiano que compitió para la URSS en judo.
Participó en los Juegos Olímpicos de Barcelona 1992, representando al Equipo Unificado y obteniendo una medalla de oro en la categoría de +95 kg. Ganó cuatro medallas en el Campeonato Mundial de Judo entre los años 1991 y 1995, y cuatro medallas en el Campeonato Europeo de Judo entre los años 1990 y 1996.
Falleció a los 49 años, a causa de una complicación tras una operación del corazón.

## Palmarés internacional
| Representando a la URSS           |                        |                   |           |
| Campeonato Mundial                |                        |                   |           |
| Año                               | Lugar                  | Medalla           | Categoría |
| 1991                              | Barcelona (España)     | Medalla de plata  | Abierta   |
| Campeonato Europeo                |                        |                   |           |
| Año                               | Lugar                  | Medalla           | Categoría |
| 1990                              | Fráncfort (RFA)        | Medalla de bronce | Abierta   |
| Representando al Equipo Unificado |                        |                   |           |
| Juegos Olímpicos                  |                        |                   |           |
| Año                               | Lugar                  | Medalla           | Categoría |
| 1992                              | Barcelona (España)     | Medalla de oro    | +95 kg    |
| Representando a Georgia           |                        |                   |           |
| Campeonato Mundial                |                        |                   |           |
| Año                               | Lugar                  | Medalla           | Categoría |
| 1993                              | Hamilton (Canadá)      | Medalla de plata  | +95 kg    |
| 1993                              | Hamilton (Canadá)      | Medalla de bronce | Abierta   |
| 1995                              | Chiba (Japón)          | Medalla de bronce | +95 kg    |
| Campeonato Europeo                |                        |                   |           |
| Año                               | Lugar                  | Medalla           | Categoría |
| 1993                              | Atenas (Grecia)        | Medalla de oro    | +95 kg    |
| 1993                              | Atenas (Grecia)        | Medalla de oro    | Abierta   |
| 1996                              | La Haya (Países Bajos) | Medalla de oro    | +95 kg    |